# Panorpa stigmalis
Panorpa stigmalis är en näbbsländeart som först beskrevs av Navás 1908.  Panorpa stigmalis ingår i släktet Panorpa och familjen skorpionsländor. Inga underarter finns listade i Catalogue of Life.